# Гахана (Охајо)
Гахана (енгл. Gahanna) град је у америчкој савезној држави Охајо.

## Демографија
По попису из 2010. године број становника је 33.248, што је 612 (1,9%) становника више него 2000. године.
| Група             | 2000.          | 2010.          |
| Белци             | 27.966 (85,7%) | 26.834 (80,7%) |
| Афроамериканци    | 2.657 (8,1%)   | 3.723 (11,2%)  |
| Азијати           | 1.062 (3,3%)   | 1.038 (3,1%)   |
| Хиспаноамериканци | 430 (1,3%)     | 849 (2,6%)     |
| Укупно            | 32.636         | 33.248         |